# 馬修·連恩
馬修·卡爾·連恩（英語：Matthew Carl Lien，1965年5月10日—），是一位加拿大籍音樂家。他的主要創作所在地為育空地區等地之自然環境。 他在臺灣等地，以其以自然環境及臺灣原住民音樂等為題材之作品為人所知。

## 生平歷略
他曾為宜蘭國際童玩藝術節編寫主題曲《希望樂土》；該曲取材自當地民謠《丟丟銅仔》、泰雅族民謠《搗米歌》等，並以英語寫成。
2013年，他於臺灣等地舉辦「愛·去哪裡了」個人亞洲巡迴音樂會；他在該活動中使用3D投影技術，展示臺灣自然環境風景，以期營造出身歷其境之視覺感受。同年，他在第24屆傳藝金曲獎頒獎典禮上，與夏川里美等共同演出。

## 作品

### 專輯
- 1990年：Music to See By
- 1995年：Bleeding Wolves狼
- 1998年：Confluence匯流
- 1999年：Caribou Commons馴鹿宣言
- 1999年：Voyage to Paradise海角一樂園（入圍臺灣第十一屆金曲獎流行音樂類最佳演奏專輯獎）
- 2001年：Touching the Earth美麗新世界
- 2002年：In So Many Words旅程（榮獲加拿大西海岸音樂育空年度藝人獎）
- 2003年：Unicorn獨角獸
- 2003年：Arctic Refuge北極
- 2004年：A Journey Of Water水事紀（榮獲第16屆金曲獎最佳跨界音樂專輯獎）
- 2007年：Moving Through Twilight靈光乍現
- 2008年：Adventures in the Hakka Heartland旅客（入圍第20屆金曲獎最佳跨界音樂專輯獎、最佳編曲人獎、最佳專輯製作人獎）
- 2010年：Orchid Island傾聽大地的聲音（入圍2011第22屆金曲獎最佳專輯製作人獎）
- 2013年：Where Does Love Go? 愛，去哪裡了?
- 2013年：Jing-First Light靜。晨曦
- 2014年：80008000
- 2014年：Bleeding Wolves Reborn狼: 經典重現
- 2014年：HEADWATERSHEADWATERS
- 2015年：Jing II。Pure Earth靜II。淨土
- 2016年：Because of Love因為愛
- 2019年：浪漫臺三線-馬修連恩的客家音樂地圖

專輯《狼》中的《bressanone》被網路冠以史上最傷感的歌曲。
《旅客》的〈莎喲娜啦！竹田〉為水谷雪的故事。

### 節目主持
| 主持時間         | 節目名稱        | 附註                                                                                    |
| 2008年           | 台灣客翻天      | 謝宇威共同主持。節目入圍第四十三屆電視金鐘 綜合節目獎、非戲劇類節目導播（演）獎、音效獎 |
| 2012年10月至12月 | 旅人廚房 第一季 | 原住民族電視台TiTV                                                                      |
| 2013年5月至07月  | 旅人廚房 第二季 | 原住民族電視台TiTV                                                                      |

## 個人生活

### 家庭
其妻劉冠余（Daisy），為前苗栗縣長劉政鴻之弟劉政池的次女。2009年，兩人結婚，婚後育有一子Ethan。。目前馬修定居於臺灣，持續以音樂推動環保概念。

## 外部連結
- Matthew Lien official website （页面存档备份，存于）
- 馬修連恩台灣官方粉絲團